# Ronovci
Ronovci, též Hronovci nebo Ronovici byli jedním z nejstarších a nejvýznamnějších českých šlechtických rodů. První zprávy o jejich existenci pocházejí z konce 12. století a jsou spojeny s Tuhání, středními Čechami a později s Budyšínem, Žitavou a severními Čechami, zejména Českolipskem. Rodina se časem rozrostla do mnoha větví, např. pány z Dubé, Berky, Lichtenburky, Křinecké z Ronova atd.

## Původ rodu
Nejstarším známým příslušníkem rodu na konci 12. století byl Smil Světlík z Tuháně. Není však doloženo, zda se jedná o Tuhaň, ležící cca 4,5 km západním směrem od Dubé na Českolipsku, nebo o Tuhaň u Slaného, která je nyní na území místní částí Kladno–Švermov. Názory historiků počínaje Františkem Palackým se různí. Smil počátkem 13. století držel Vojnici u Libochovic. On a jeho synové Jindřich a Častolov byli uváděni v letech 1200–1227 jako vlastníci různých sídel v severní části dnešních středních Čech, např. (Lovosice, Klapý, Libochovice). Smil zemřel někdy kolem roku 1216.
Častolov byl jako syn Smila uveden poprvé roku 1216, o 10 let později uveden jako nejvyšší lovčí. Jindřich, druhý a mladší ze synů, byl poprvé (i se svým bratrem) zmiňován roku 1219 jako svědek listiny Přemysla Otakara I. pro klášter v Plasech. V roce 1232 se stal kastelánem na královském hradu Budyšín, kde zůstal do roku 1237. Společně se svým bratrem Častolovem a za pomoci českého krále Václava I. získali území Žitavy a byli po roce 1238 uváděni v listinách s přídomkem de Sitavia (ze Žitavy). Bratrům se podařilo získat velký kus území, táhnoucí se od míšeňské Pirny do podhůří Lužických hor až k České Lípě, které se stalo mocenskou základnou rodu.
Jméno zvolili zřejmě podle Ronova na Žitavsku, v údolí Nisy, dnes na polském území (osada Trzciniec, městská část Bogatyně). Stejnojmenný hrad Ronov na jihozápad od České Lípy vznikl téměř o 150 let později, až koncem 14. století. Pojmenování Ronov dali Ronovci i dalším jimi vybudovaným hradům: Ronov nad Sázavou nebo Ronov u Adamova.

## Mocenský vzestup Ronovců

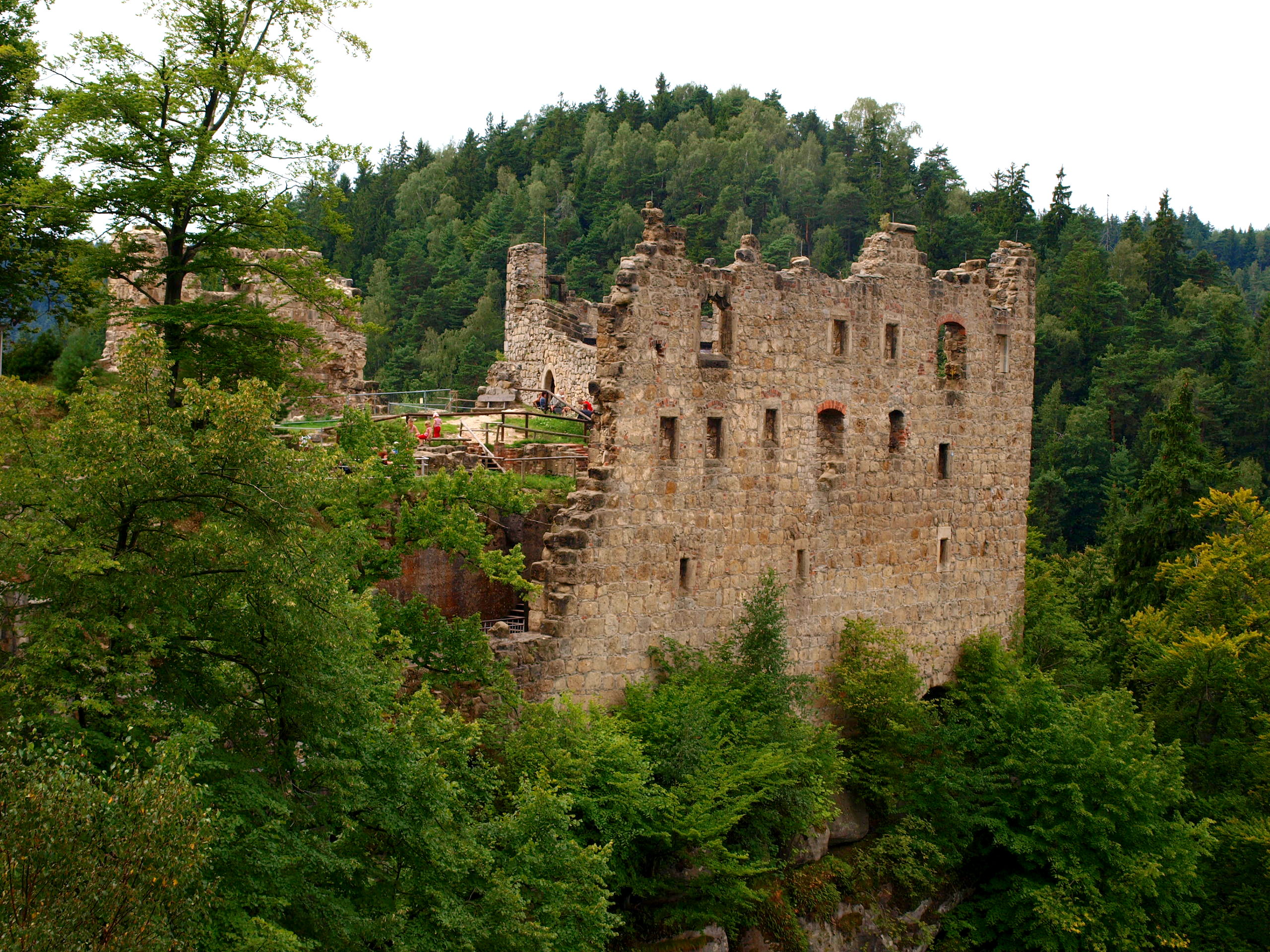
Hrad Ojvín, jejž Jindřich z Lipé spolu s dalšími hrady včetně Žitavy, vyměnil s králem Janem Lucemburským za panství na Moravě, kam se následně odstěhoval. Zde pohled na tzv. císařský dům, který na hradě nechal postavit Karel IV.

V období let 1248 až 1249 došlo k povstání kralevice Přemysla Otakara II. proti králi Václavovi I. Oba Ronovci za osobní pomoc králi při jeho tažení do Prahy v srpnu 1249 získali po poražení vzpoury další statky, např. hrad Lichtenburk (Lichnice) ve východních Čechách.
Jindřichův syn Smil získal místo purkrabího v Praze, i nadále používal přídomek de Sitavia. Krátce po roce 1240 se oženil s Alžbětou z Křižanova, sestrou svaté Zdislavy. Po roce 1251 pak užíval přídomky tři: z Žitavy, z Lichtenburka a z Ronova, který také získal. Rodina Ronovců (Jindřich i syn Smil † 1269) se po roce 1250 exponovala více ve východních než severních Čechách a jsou pak uváděni jako Lichtenburkové.
Také Jindřichův bratr – Častolov ze Žitavy založil rodinu. Měl syny Jindřicha (předek Berků z Dubé), Častolova (mladšího, zakladatel rodu Klinštejnů) a nejmladšího Chvala (postavil hrad Ojvín, zakladatel rodu pánů z Lipé). S nimi a dvorem nového krále Přemysla Otakara II. pobýval roku 1250 v Jablonném v Podještědí. Všichni jsou uváděni ve spojitostí s Žitavou v listinách z let 1249–1263. Starší Častolov ze Žitavy zemřel krátce po roku 1253 a došlo k postupnému rozdělení majetku.
Na nátlak krále Přemysla Otakara II. všichni tři synové ze Žitavska po roce 1263 odešli. Až o 40 let později se sem vrátil na několik let potomek Ronovců, bohatý feudál Jindřich z Lipé.

## Další generace

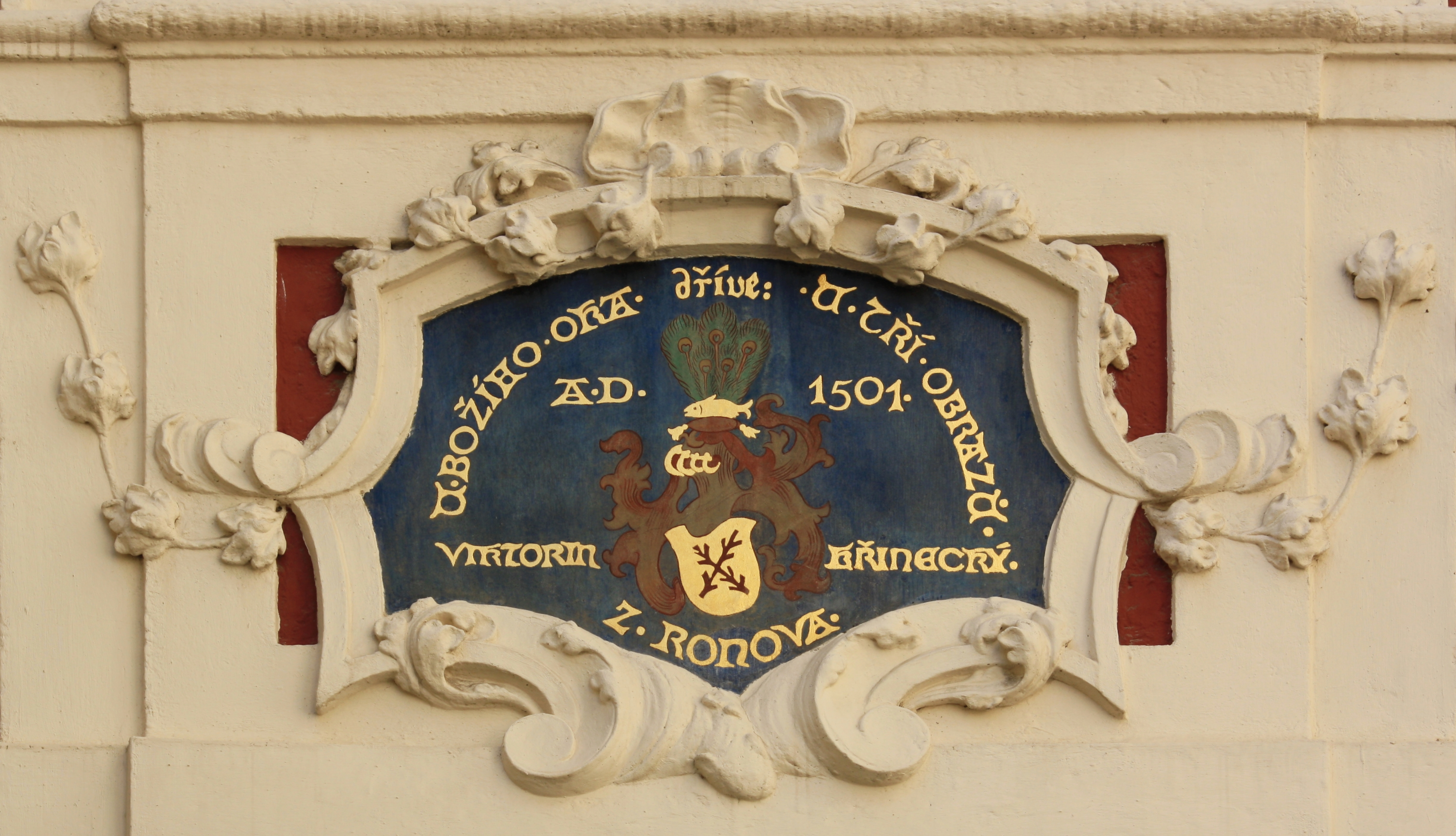
Detail malby s erbem Viktorína Křineckého z Ronova domě U Božího oka na pražském Starém Městě

Častolovů, Smilů, Jindřichů a Čeňků bylo mezi staršími Ronovci více a užívali různá přízviska podle získaných statků. Častolov mladší byl často v listinách uváděn jako Čeněk, Čeněk ze Žitavy.. Hynek bývá uváděn přes latinský přepis jména i jako Jindřich. Listin zachovaných z té doby je málo a rozlišení, která z osob se události zúčastnila, je obtížné a badatelé se v názorech různí.
Nejmladší zmiňovaný Chval společně se svým synem Čeňkem postavili v období let 1268–1278 vodní hrad Lipý v České Lípě (více viz Páni z Lipé). Roku 1257 se Čeněk zúčastnil vojenského tažení královského vojska Přemysla Otakara II. do Bavorska a vyznamenal se v bitvě u Mühldorfu. V listinách byl Čeněk uváděn i jako Častolov z Frýdlantu nebo z Ronova (Rohnau).

## Rozrod Ronovců
Během 13. a 14. století se Ronovci rozdělili na mnoho samostatných rodových linií:
- Ronovci
  - Lichtenburkové
    - Krušinové z Lichtenburka
    - Žlebští z Lichtenburka
    - Pyknové z Lichtenburka
    - Bítovští z Lichtenburka

  - Páni z Klinštejna
  - Páni z Lipé
    - Páni z Pirkštejna

  - Páni z Dubé
    - Berkové z Dubé
    - Škopkové z Dubé
    - Adršpachové z Dubé
    - Červenohorští z Dubé

  - Páni z Ronova a Přibyslavi
  - Křinečtí z Ronova

## Erb

Znak města Ojvín (Oybin) v Sasku, založeného Ronovci, nese rodové ostrve

Společným znakem všech rodů odvozujících svůj původ od Ronovců byly zkřížené ostrve (osekané větve ve středověku používané jako primitivní žebřík), nejčastěji černé ve zlatém štítě. Od ostrví je odvozeno i jméno rodu (něm. ronne, ostrve), jedná se tedy o tzv. mluvící znamení (na fonetickém základě). Klenotem se jednotlivé rody lišily: Lichtenburkové a páni z Lipé měli kapra, páni z Dubé křídla s ostrvemi a další linie vlastní znamení. K jejich původu a erbu se vázala řada legend. Podle jedné z nich byl předek rodu jménem Hron jednou chycen a přivázán k osekanému stromu, podle další z nich jsou potomkem lovčího Hovory, který zachránil knížete Jaromíra, když ho Vršovci přivázali k osekaným větvím a mučili jej. Kapra údajně získal jeden člen rodu do erbu od císaře Fridricha Barbarossy za udatnost v turnaji.